# Polska służba sprawiedliwości w wojnie polsko-bolszewickiej

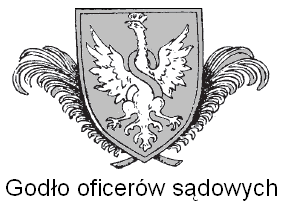

Służba sprawiedliwości Wojska Polskiego w wojnie z bolszewikami – organizacja i działalność służby sprawiedliwości Wojska Polskiego w czasie wojny z bolszewikami (1919–1920).
Służba sprawiedliwości zapewniała obsługę prawną instytucji centralnych i jednostek wojska. 1 lutego 1919 ogłoszona została ustawa powołująca sądy wojskowe, w tym sądy pułkowe, sądy przy DOGen. i Naczelny Sąd Wojskowy. Powołano też prokuraturę wojskową, w tym Naczelnego Prokuratora WP, a także ustanowiono oficerski korpus sądowy. Naczelnym prokuratorem wojskowym został szef Departamentu Wojskowo-Prawnego. Sukcesywnie ukazywały się kolejne dokumenty normatywne dla tej służby.

## Organa kierownicze służby sprawiedliwości
Jeszcze w listopadzie 1918 pojawiły się w Dzienniku Rozporządzeń Ministra Spraw Wojskowych pierwsze przydziały personalne do Sekcji Prawnej przy Ministerstwie Spraw Wojskowych. 9 grudnia Sekcja przemianowana została na Departament II Wojskowo-Prawny, kierowany przez gen. Aleksandra Pika. W jego składzie funkcjonowała Sekcja Organizacyjno-Sądowa, kierowana przez ppłk. Bronisława Sikorskiego. Departament sprawował nadzór nad całym sądownictwem wojskowym.

Rozkazem Ministra Spraw Wojskowych z 20 lutego 1920 przeprowadzono reorganizację MSWojsk. W tym czasie przemianowano Departament Wojskowo-Prawny na Oddział VI Prawny Sztabu MSWojsk. Nowo powstały Oddział składał się z trzech sekcji: sądowo-organizacyjnej, ustawodawczej i konsultacji prawnej. Sekcje składały się z wydziałów o określonym zakresie działania. 
| Struktura i zadania Oddziału VI Prawnego | Struktura i zadania Oddziału VI Prawnego | Struktura i zadania Oddziału VI Prawnego |
| Sekcje                                   | Wydziały                                 | Zakres zadań |
| ---------------------------------------- | ---------------------------------------- | --- |
| sądowo-organizacyjna                     | organizacyjny                            | organizacja sądów wojskowych, sprawy personalne oficerów K S i urzędników wojskowych w sądownictwie, weryfikacja korpusu sądowego, sprawy administracyjne władz sądowych, sprawy wpisów na listę obrońców wojskowych, wreszcie opracowywanie instrukcji sądowych i sprawy wydawnictw ustaw sądowych. |
| sądowo-organizacyjna                     | więziennictwo i statystyka               | sprawy organizacji więzień i aresztów wojskowych i nadzór nad nimi, sprawy osobowe niższego personelu więziennego, ewidencja i statystyka ruchu w więzieniach, prowadzenie urzędu rejestracji kar |
| ustawodawcza                             | ustaw administracyjnych                  | |
| ustawodawcza                             | ustaw sądowych z referatem traktatowym   | |
| ustawodawcza                             | kodyfikacyjny                            | uzgodnienie projektów ustaw i rozporządzeń z przepisami już obowiązującymi i inicjatywa ustawodawcza oraz publikacja ustaw, rozporządzeń i przepisów wojskowych |
| ustawodawcza                             | ustaw gospodarczych i zaopatrzenia armii | |
| konsultacji prawnej                      | cywilno-administracyjny                  | sprawy umów, opinii prawnych, wywłaszczeń |
| konsultacji prawnej                      | karny                                    | sprawy ułaskawień, amnestii, prasowe, opinie |
| konsultacji prawnej                      | nadzoru nad wymiarem sprawiedliwości     | |

Od lutego 1920 główna uwaga Oddziału Prawnego Sztabu MSWojsk. skierowana była na organizację i nadzór sądów wojskowych przy dowództwach okręgów generalnych (DOGen.), dowództwach okręgów etapowych (DOE)  i ekspozyturach wojskowych. Pomocy udzielały Oddział I i II Sztabu Ministerstwa Spraw Wojskowych. Priorytetem był nadzór nad tworzeniem sądów pułkowych. Naczelne organa służby sprawiedliwości zaangażowane były też przy tworzeniu struktur skupiających prokuratorów wojskowych, adwokatów i sądowy personel pomocniczy. Opracowywano regulaminy i wojskowy kodeks postępowania karnego.
W strukturze Sztabu Generalnego Naczelnego Dowództwa WP, od wiosny 1920, występowało Szefostwo Sprawiedliwości kierowane przez płk. Juliana Kurowskiego. W jego kompetencji był nadzór merytoryczny nad funkcjonowaniem sądów polowych oraz przygotowanie ustawodawstwa, na którym opierały one swoją działalność. Jesienią 1919 przy dowództwach Frontów, w Oddziałach IV utworzono sekcje sądowo-prawne, które sprawowały merytoryczny nadzór nad sądami polowymi funkcjonującymi przy związkach taktycznych piechoty oraz przy dowództwach okręgów etapowych.

## Sądy wojskowe

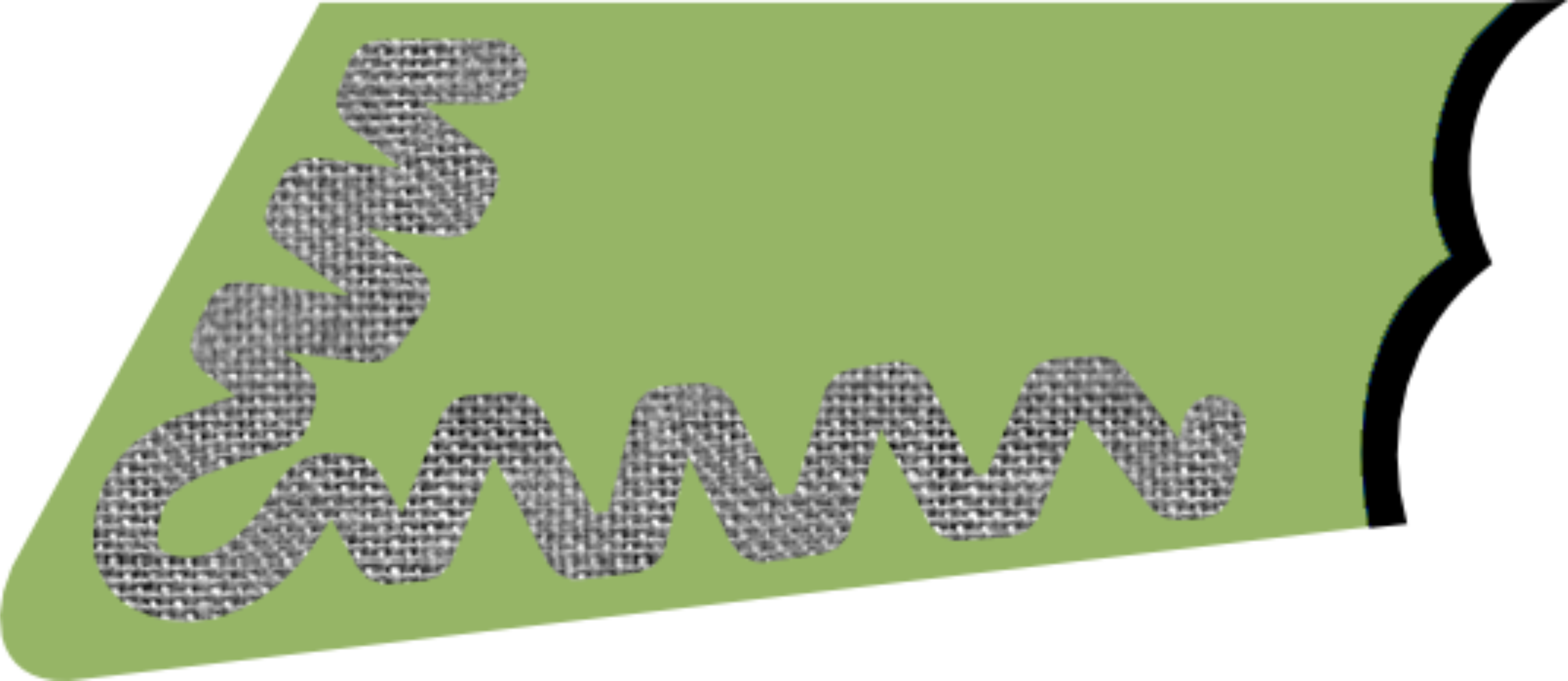
„Łapka” korpusu oficerów sądowych

11 grudnia 1918 ukazał się dekret Naczelnego Wodza WP regulujący sprawy sądownictwa wojskowego. Powoływał on Sąd Wojskowy Wojska Polskiego w Warszawie, a w terenie sądy wojskowe funkcjonujące przy dowództwach okręgów generalnych. W nowo utworzonych sądach obowiązywał różny porządek prawny. W sądach wojskowych DOGen. „Warszawa”, „Łódź”, „Kielce” i „Lubin” oraz w Sądzie Wojskowym WP w Warszawie obowiązywać miały ustawy polowe karne wojskowe oraz kodeks karny wojsk niemieckich. W DOGen. „Kraków” postępowano według austriackiego wojskowego kodeksu karnego. Wraz z powstawaniem kolejnych DOGen.-ów tworzono przy nich nowe sądy wojskowe.
Dekretem Naczelnego Wodza WP z 3 stycznia 1919, w okręgach i miejscowościach w których ogłoszono stan wojenny, Naczelne Dowództwo WP i dowództwa okręgów generalnych otrzymały prawo ustanowienia sądów doraźnych. Kolejny dekret z 7 stycznia ustanawiał sądy pułkowe, wzorowane na sądach funkcjonujących w armii rosyjskiej. Sądom pułkowym podlegali tylko szeregowi. Już 1 lutego 1919 uchwalona została ustawa O tymczasowej organizacji sądowej Wojska Polskiego. Powoływała ona sądy wojskowe, w tym Naczelny Sąd Wojskowy, sądy przy dowództwach okręgów generalnych i sądy pułkowe. Powoływano też prokuraturę wojskową, w tym Naczelnego Prokuratora Wojska Polskiego. Został nim dotychczasowy szef Departamentu Wojskowo-Prawnego gen. Aleksander Pik. Ustawa ustanawiała też oficerski korpus sądowy.

Dekretem Naczelnego Wodza z 5 lutego 1919 wprowadzono ustawę O Wojennych Sądach Doraźnych. W myśl Ustawy, w jurysdykcji sądów doraźnych znaleźli się zarówno żołnierze oddziałów wojskowych operujących na obszarze, na którym ogłoszono stan wojenny lub stan wyjątkowy, ale także i ludność cywilna zamieszkała na tych terenach. Dowodów dostarczał zazwyczaj aparat wywiadowczy podległy ND WP i MSWojsk. Do wstępnych działań dochodzeniowych wykorzystywano też Żandarmerię Polową. Ustawa O Wojennych Sądach Doraźnych spotkała się z ostrą krytyką Sejmu i została przez parlament uchylona. W związku z tym, pod koniec lipca 1919, MSWojsk. uchyliło też zapisy Instrukcji dla Sądów Doraźnych z 31 marca 1919.

## Więzienia i areszty
Służbie sprawiedliwości podlegały też więzienia karne i śledcze oraz areszty wojskowe. Rozkazem z 10 lipca 1919 w sekcji organizacyjnej Departamentu Wojskowo-Prawnego utworzony został osobny wydział więziennictwa. Założono też ewidencję wszystkich więzień i wojskowych zakładów karnych. 21 lipca utworzony został przy wydziale więziennictwa Urząd rejestracji kar dla osób zasądzonych przez sądy wojskowe. Rozkazem MSWojsk. z 29 października 1919 wprowadzono Tymczasowy Wojskowy Regulamin Więzienny, a 15 listopada powołane zostały wojskowe więzienia karne w Warszawie i Wiśniczu, więzienia śledcze w Warszawie, Lublinie, Łodzi, Kielcach, Poznaniu, Krakowie i we Lwowie oraz ekspozytura lwowskiego więzienia karnego w Przemyślu.

## Korpus oficerów sądowych
Jego formalno-prawne podstawy organizacyjne tworzył dekret Naczelnego Wodza z 19 stycznia 1919 wprowadzający w życie Tymczasową Organizację Sądową Wojska Polskiego. Dekret ten, ogłoszony  Dz. Rozk. Wojsk. Nr. 11/19 poz. 393, ujmował  sprawy powstania korpusu sądowego w artykułach 121 do 156. Sprawy korpusu oficerów sądowych doprecyzowane były także w  Rozporządzeniu Rady Ministrów z 10 maja 1920 ogłoszonego Dziennikiem Ustaw Nr. 59 poz. 368. Artykuły 20 do 30 odnosiły się wprost do zagadnień dotyczących korpusu.
Lata wojny charakteryzowały się ciągłym wzrostem liczby oficerów korpusu sądowego. Wiosną 1920, gdy nabór ochotniczy słabł, na podstawie ustawy z 20 stycznia 1920 zmobilizowano 100 prawników cywilnych do służby w sądownictwie wojskowym. Zorganizowano też dwa kursy przeszkolenia wojskowego dla nowo przybyłych. W końcu wojny korpus liczył około 1000 oficerów. Po zawarciu rozejmu z sowiecką Rosją liczba ta malała, a 1 czerwca 1921 czynnie służących oficerów korpusu było 606, w tym 4 generałów podporuczników, dla których oddziałem macierzystym był Oddział VI Sztabu Ministerstwa Spraw Wojskowych.
Oficerowie korpusu sądowego mieli naszyte na kołnierzu kurtki munduru „łapki” barwy kurtki z wypustką czarną (aksamitną) oraz godło.